# Торион
Торион (фр. Taurion) је река у Француској. Дуга је 108 km. Улива се у Вјен. 